# Chen Tuan
Chen Tuan (ur. 871 lub 906, zm. 989), zwany również Chen Xiyi (陳希夷) – chiński mędrzec taoistyczny i pustelnik.
Wokół postaci Chen Tuana narosło wiele fantastycznych legend, uniemożliwiających dokładne prześledzenie jego życiorysu. Żywot filozofa-pustelnika miał rozpocząć po nieudanym podejściu do egzaminów urzędniczych. Początkowo mieszkał na górze Wudang Shan, następnie osiedlił się na Hua Shan, gdzie spędził ponad 40 lat. Zajmował się tam studiami nad Księgą Przemian, zgłębianiem znaczenia diagramu taijitu i praktykowaniem qigong. Uznano go za nieśmiertelnego, który osiągnął idealną harmonię z dao.
Wyznawał pogląd o dualistycznej naturze wszechświata, składającej się z materii pierwszej (taiyi) i zawierającej się w niej immanentnie formy (li). Teoria ta wywarła wielki wpływ na filozofię późniejszych neokonfucjanistów, zwłaszcza Zhou Dunyi i Shao Yonga.
Przypisuje mu się opracowanie sztuki walki liuhebafaquan.